# Tarka kopogóbogár
A tarka kopogóbogár (Xestobium rufovillosum) a rovarok (Insecta) osztályának bogarak (Coleoptera) rendjébe, ezen belül az álszúfélék (Anobiidae) családjába tartozó faj.

## Előfordulása
A „halál órájának” is nevezett bogarat az európai telepesek a világ számos részébe magukkal vitték. Mindenütt remekül szaporodik, ahol megfelelő táplálékot talál. Annak ellenére, hogy a keményfákat egyre ritkábban használják építéshez, illetve új impregnáló módszereket és favédő szereket fejlesztettek ki, nem veszélyeztetett.

## Megjelenése
A tarka kopogóbogár lárvájának hossza 11 milliméter, a báb hossza 7–8 milliméter, az imágóé pedig 5–9 milliméter. A rovar fejét előrenyúló, kopogtatásra szolgáló nyakpajzs védi, amelyet a tor képez. Fő érzékszervei a szeme és a csápja. Hártyás szárnya bonyolult módon potrohából nő ki, és a kitines fedőszárny fedi. A potroha tartalmazza a szaporodószerveit. Hat rövid lába öt-öt ízre oszlik és karomban végződik. Szőrszálak százai képeznek rajta tapaszt, amelynek segítségével fejjel lefelé is tud mászni. A lábak a torból indulnak. A lárva féregre hasonlít, krémszínű, hajlott, teste szelvényezett. Átrágja magát a fán, eközben eszik, növekszik és vedlik.

## Életmódja
A rovar imágóként éjszaka aktív. Lárvaként elhalt keményfával táplálkozik. Az imágó nem táplálkozik. A hím imágó 8-9, a nőstény 9-10 hétig él.

## Szaporodása
Az ivarérettséget 2-3 éves korban éri el. A párzási időszak március–június között van. A nőstény egyszerre körülbelül 50 kicsi fehér petét rak. A petéből való kifejlődéshez 1-2 hét kell, hogy elteljen. A lárvastádium kettőtől tíz évig is tarthat. A bábstádium 2-3 hétig tart; a bogarak tavaszig téli merevségben vannak.

## Rokon fajok
Ebbe a családba tartózik a kis kopogóbogár (Annobium punctatum) is.